# Ardabur
Ardabur (muerto en 471) era hijo de Flavius Ardabur Aspar, magister equitum y magister militum del Imperio romano de Oriente en el siglo V. Al parecer, Ardabur a menudo servía bajo su famoso padre durante sus campañas. En 466 Ardabur fue acusado de un complot, probablemente por los enemigos políticos de su padre. La acusación aceleró la caída de Aspar del poder. Tanto Ardabur como su padre fueron asesinados en un motín en 471.